# Fugger

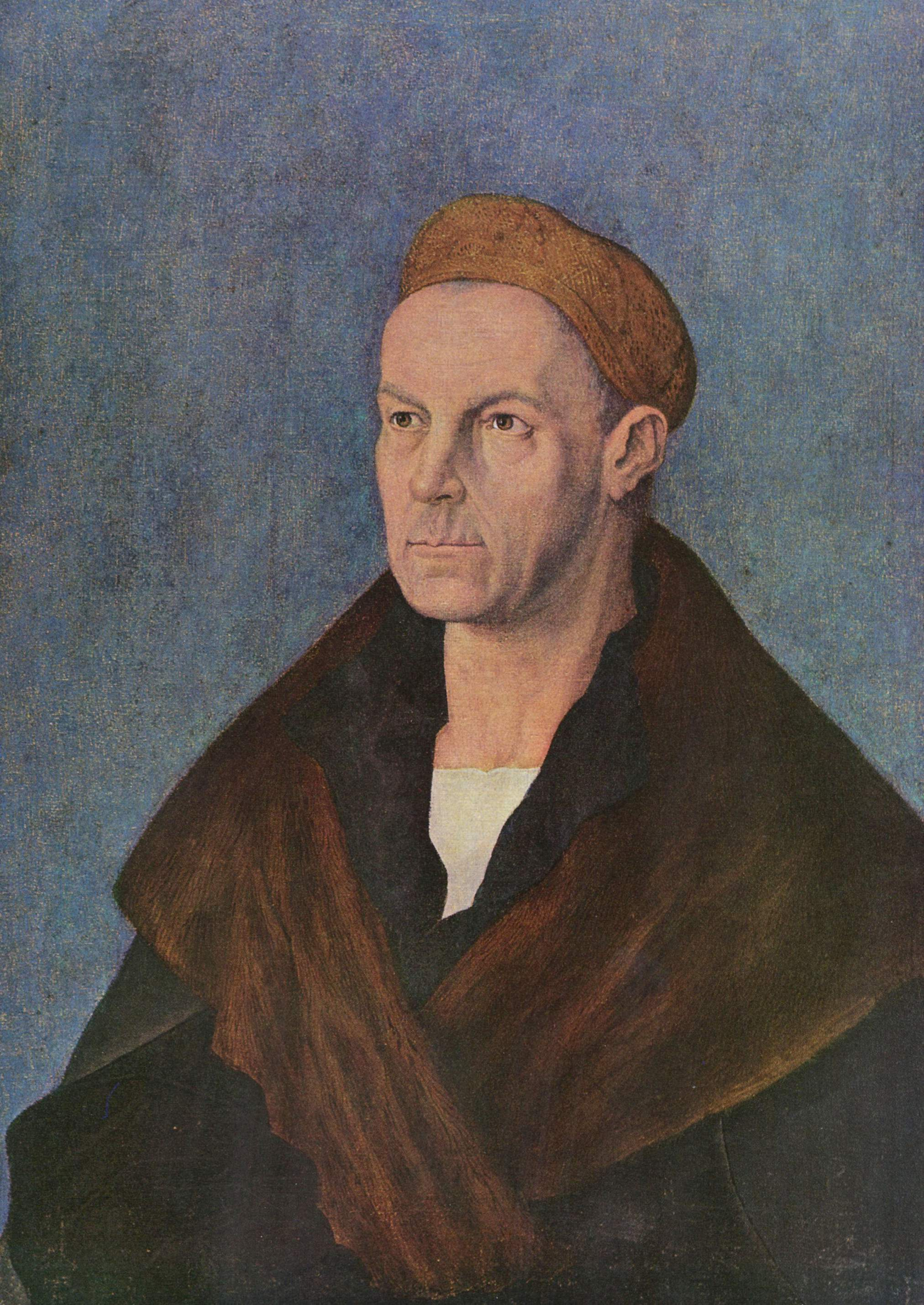
Ritratto di Jacob Fugger il Ricco, (1459-1525) di Albrecht Dürer.

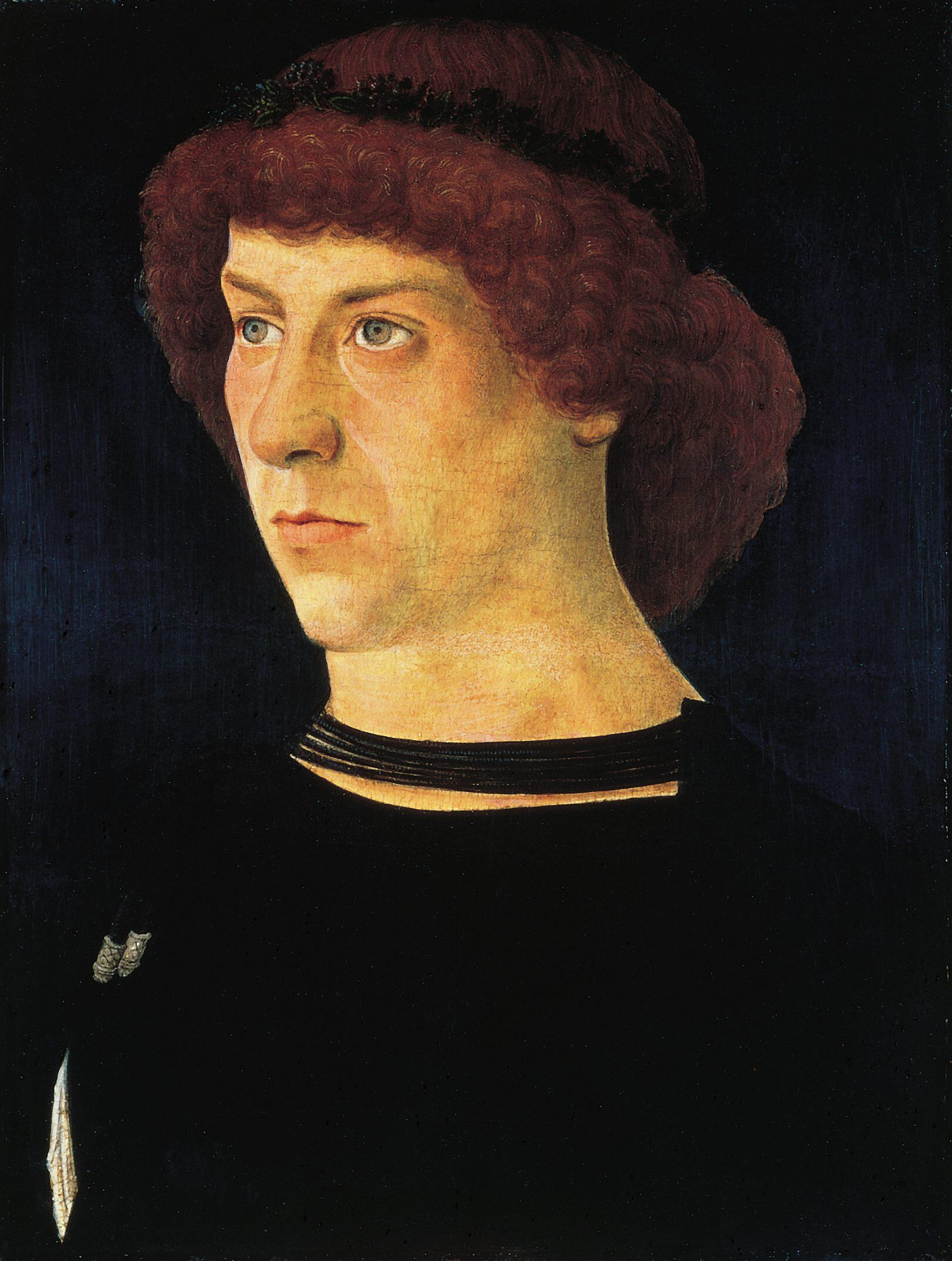
Giovanni Bellini : Ritratto di Jörg Fugger (1474).

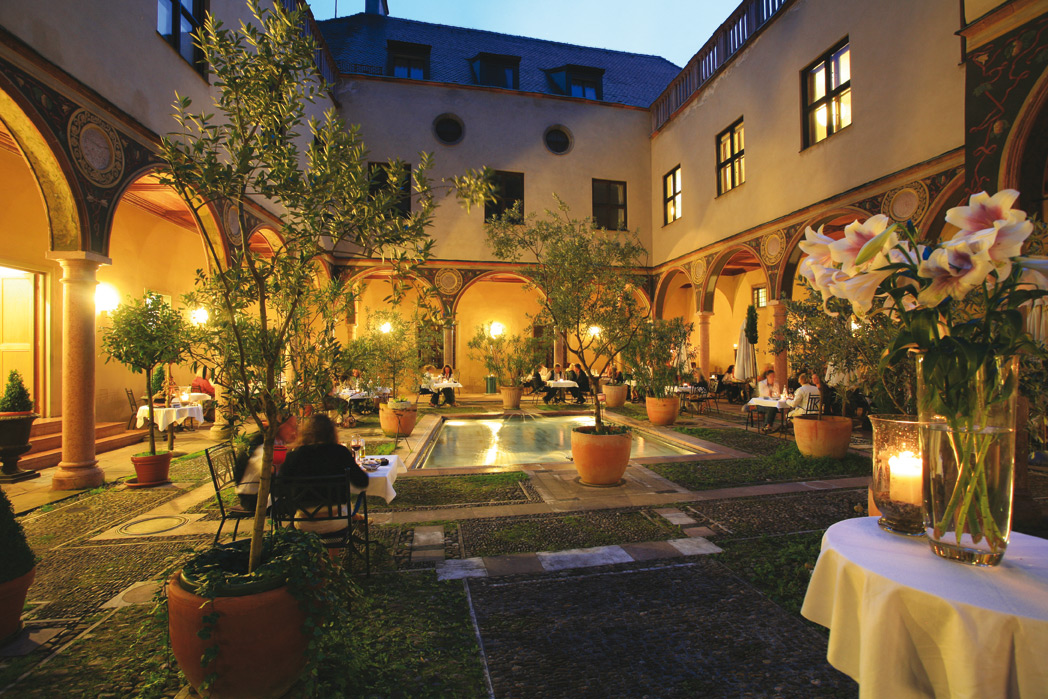
Cortile delle Dame nelle case Fugger di Augusta (Prima opera architettonica profana tedesca in stile rinascimentale).

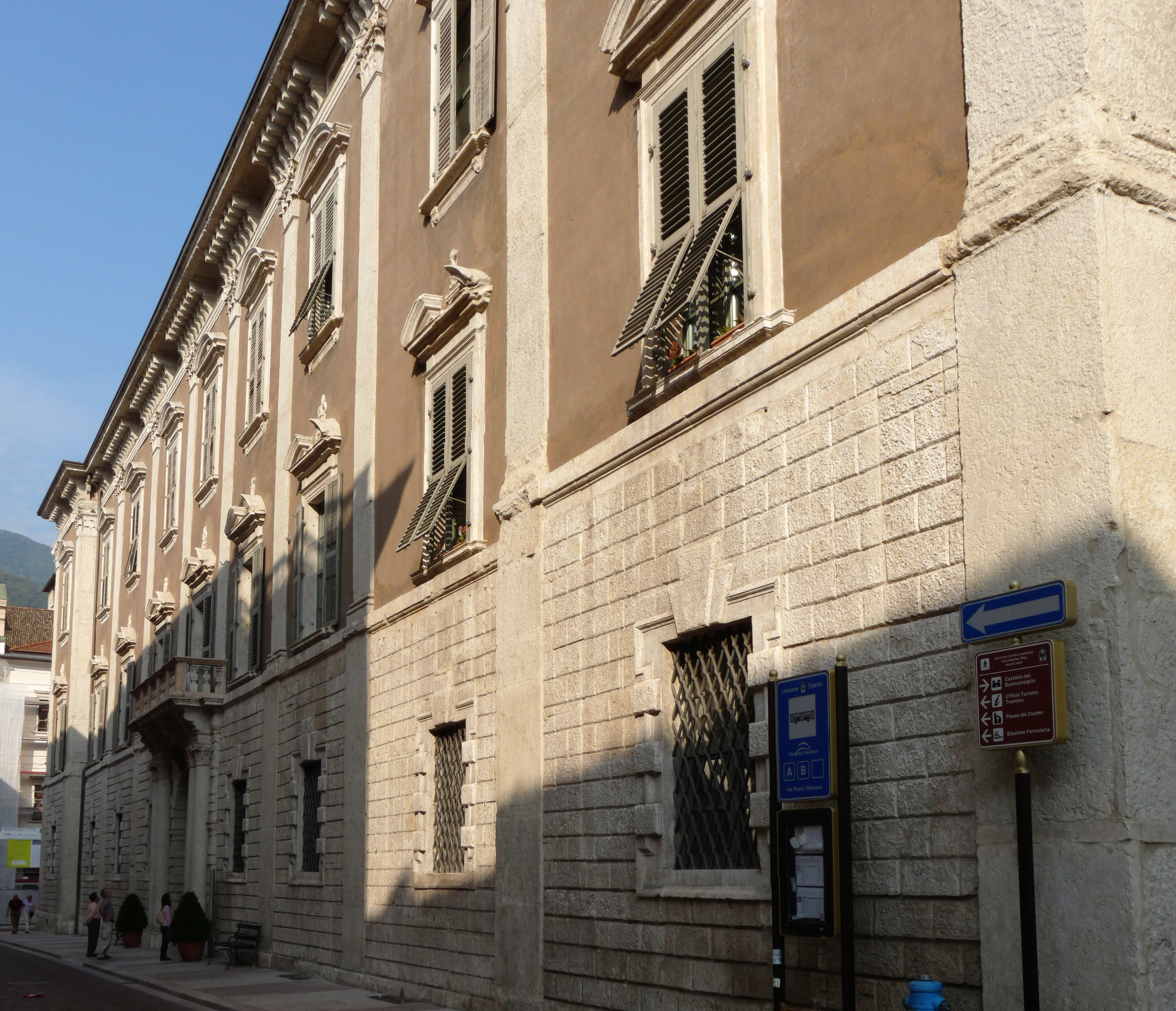
Palazzo Fugger Galasso a Trento

I Fugger furono la più importante famiglia tedesca di imprenditori e mecenati tra il Tardo Medioevo e l'inizio dell'Età moderna. Grazie alla produzione tessile e al commercio, agli affari finanziari e all'impresa mineraria e siderurgica, i Fugger accumularono un patrimonio leggendario in gran parte d'Europa.
Il membro della famiglia più conosciuto fu Jacob Fugger, detto “Il Ricco”. Nel 1500 egli divenne banchiere dei papi e tra il 1505 e il 1506 finanziò l'istituzione della Guardia svizzera pontificia. Fece costruire in Germania la prima opera architettonica secondo lo stile rinascimentale italiano, la Cappella Fugger di Augusta. Nel 1519 finanziò in modo determinante l'elezione di Carlo V a Imperatore del Sacro Romano Impero. Nel 1521 fondò la Fuggerei di Augusta, il complesso di case popolari più antico del mondo, dove tuttora vivono 150 persone in cambio di un affitto annuo di 88 centesimi di euro e di tre preghiere al giorno per il fondatore e per la sua famiglia.

## Storia familiare
Il primo riferimento alla famiglia Fugger nella città libera di Augusta (Baviera) è relativo all'arrivo del tessitore Hans Fugger, annotato nel registro delle tasse del 1367. Hans Fugger (? – 1408/09) sposò Klara Widolf, la figlia di un capo-corporazione, ottenendo così la cittadinanza di Augusta. Dopo la morte di Klara, sposò Elizabeth Gfattermann, anche lei figlia di un capo-corporazione. Presto anch'egli divenne un capo-corporazione. Nel 1396 figurava tra i primi posti nella lista dei contribuenti.
Il figlio maggiore di Hans Fugger, Andreas Fugger (1394-1457), divenne un ricco mercante tessile. Suo figlio Lucas (1439 circa -1494) ottenne uno stemma dall'imperatore Federico III, un cervo dorato su sfondo blu, e fondò la dinastia dei “Fugger del cervo”. Per la mancata restituzione di un grosso prestito da parte degli Asburgo, Lucas Fugger andò in bancarotta.
Il figlio minore di Hans Fugger, Jacob il Vecchio (1398-1469) fondò il secondo ramo della famiglia, i "Fugger del giglio": sul loro stemma era infatti rappresentato un fiore di giglio su sfondo blu e oro. Questa linea dinastica diede vita all'azienda di maggior successo dell'inizio dell'Età moderna. La "banca" dei Fugger fece credito non solo a papi, re e imperatori, ma anche ai Medici di Firenze.
Jacob il Vecchio era già nel 1461 il dodicesimo uomo più ricco di Augusta. Morì nel 1469. Il figlio maggiore, Ulrich (1441-1510), alla morte del padre, si fece carico degli affari di famiglia insieme alla madre, rimasta vedova. Nel 1473 fornì dei nuovi abiti a Federico III e a suo figlio Massimiliano per il loro viaggio a Treviri dove avrebbero incontrato Carlo il Temerario di Borgogna, in occasione del fidanzamento del giovane principe con la figlia di Carlo, Maria. Questo episodio diede il via a una proficua relazione tra la famiglia Fugger e gli Asburgo.
Il fratello minore di Ulrich, Jakob Fugger (illustrazione a destra) nacque ad Augusta nel 1459. Dopo la sua formazione a Venezia (1473-1478 circa) divenne l'imprenditore di maggior successo in tutta Europa. Jakob riuscì subito a dimostrare le sue capacità quando nel 1487, in cambio di un ingente prestito all'arciduca Sigismondo d'Asburgo, riuscì ad ottenere la concessione delle miniere d'argento del Tirolo. La sua impresa cominciò da questo momento ad orientarsi verso i settori che promettevano maggiori guadagni: l'estrazione e la vendita di metalli in Europa centrale, il commercio delle spezie e i prestiti ai sovrani europei. Il suo impero commerciale, bancario e minerario-siderurgico si estese dall'Ungheria alla Spagna, da Anversa nei Paesi Bassi fino a Roma. 
Dal 1509 al 1517 fece costruire la Cappella Fugger, progettata da Albrecht Dürer, nella Chiesa di Sant'Anna ad Augusta, secondo lo stile rinascimentale italiano. Anche la prima opera tedesca non religiosa, il Cortile delle Dame nelle case Fugger di Augusta, venne commissionata da Jacob Fugger nel 1515. Quando nel 1519 finanziò con 500.000 fiorini l'elezione a imperatore tedesco del re spagnolo Carlo V, raggiunse l'apice del potere e del prestigio.
Nel 1498, all'età di 39 anni, Jacob Fugger sposò la diciottenne Sibylla Artzt, ma i due non ebbero figli succedendogli il nipote. Jacob venne elevato al rango di nobile dall'imperatore Massimiliano I nel maggio 1511. Nel 1514 ottenne (giuridicamente) il titolo di conte. 
A Jacob il Ricco, scomparso il 30 dicembre 1525, successe suo nipote Anton Fugger. Anton nacque nel 1493 e si trattenne a lungo a Roma. Nel 1530 divenne conte del Sacro Romano Impero Germanico. Anton Fugger è raffigurato nella Cappella di San Marco, costruita nel 1511 e fondata da lui stesso, all'interno della Chiesa di Santa Maria dell'Anima a Roma. Nel 1551 fece costruire nella Bassa Algovia il Castello Babenhausen con la Sala di Cedro, una delle stanze rinascimentali più importanti della Germania. Quando nel 1560 morì, il fiorentino Guicciardini lo definì il principe dei commercianti. Egli fu il principale creditore della famiglia Medici di Firenze. Il riformatore Filippo Melantone, uno dei collaboratori di Martin Lutero definì i Fugger "i Medici tedeschi".
Nelle generazioni successive i Fugger si trasformarono da una famiglia di commercianti a una dinastia nobiliare molto ramificata, imparentata con numerosissime casate della vecchia nobiltà tedesca, austriaca e italiana. Hans Fugger fece costruire il Castello Kirchheim nella Bassa Algovia e ancora oggi in Baviera, in Baden-Württemberg, in Alsazia, in Slovacchia e in Austria esistono numerosi castelli, palazzi e case commerciali dei Fugger. Il Palazzo Fugger-Galasso a Trento (detto "palazzo del diavolo"), Villa Margone a Trento o le case Fugger a Vipiteno e Bolzano costituiscono ad esempio delle tracce della famiglia Fugger in Italia. L'azienda Fugger si estinse ufficialmente nel 1657 senza che fosse mai andata in bancarotta. Molti membri della famiglia rivestirono in seguito cariche pubbliche o ecclesiastiche. Un Fugger divenne principe vescovo a Costanza, altri due a Ratisbona. Nel 1913 il re bavarese Ludovico III conferì alla dinastia dei Fugger von Glött il titolo di principi. Oggi esistono ancora tre linee dinastiche: i Fugger von Kirchberg e Weißenhorn, i Fugger von Glött e i Fugger-Babenhausen.
Antiche linee sovrane furono:
- 1.- Linea di Raimund (1525-30): da cui derivano i conti zu Kirchberg und Weissenhorn. Marx (Markus) (1529-97) è il primogenito di Anton I che è conte dell'impero (1526), signore di Kirchberg, Weissenhorn (1525), Gloett (1536) e Babenhausen (1538), con voto alla Dieta dal 1530. I figli di Markus sono conti di Biberbach, signori di Pfaffenhofen e Wullenstetten. Dalla linea primogenita di Kirchberg si distaccano successivamente i seguenti rami:
  - a) conti di Kirchberg: con la linea comitale ininterrotta fino ad oggi; hanno la contea di Kirchberg e le signorie di Beutelreusch, Buch, Humlangen;
  - b) conti di Pfirt: nel 1535 si dividono in
    - Pfirt: 1535-1633;
    - Goettersdorf: 1575-1627 a sua volta divisa in:
      - Zinnenburg 1627-90, e ripartita in Zinnenburg 1690-1795 e Adelshofen 1690-51 e 1751-57;
      - Goettersdorf estinti nel 1846;
      - Sulmentingen 1627-1738.

I collaterali conti di Oberndorf e di Welden si estinguono nelle linee dirette rispettivamente nel 1676 con Georg (1597-34) e il figlio Nikolaus (-1676) della linea di Nordendorf, con Anton (1597-16) e il figlio Maximilian (-1669), e Albrecht (1597-14) col figlio Franz (1614-39). 
- 2.- Linea di Anton (1525-30): genera la linea di Norndorf e Kirchheim; il barone Jakob e poi conte zu Babenhausen, Wellenberg e Boos (1560-98), fratello minore di Markus, genera numerosi rami sovrani di conti e poi principi dell'impero (1.08.1803). Infatti dal 1560 si distaccano i conti di:
  - a) Norndorf 1560-1669, ereditato da Kirchheim; dal conte Cristoph, signore zu Groenenbach e Mattsies e Gloett (1598-15) discende il figlio Otto Heinrich conte di Gloett (-1644) alla cui morte i figli si dividono i feudi:

i conti zu Gloett 1598, dal barone Octavian Secundus zu Kirchberg (1569-1600) e dal figlio, il conte Christoph (1598-36), si genera la nuova linea comitale dei conti signori di Gloett, con Franz Ernst (1636-11) che appunto assume la nuova denominazione nel 1681, il figlio Anton Ernst (1711-45) e il suo erede Sebastian (1745-63) signore di Oberndorf e Hilgartsberg e il figlio Joseph Eligius (1763-26). Questa linea è a sua volta ripartita in:
- -     - Woerth e Norndorf 1644-1677; ha il ramo cadetto di Dudenstein 1677-1739;
    - Gruenenbach 1644-87 e 1701-60;
    - Stettenfels 1711-1820; estinti nel 1826;

  - b) Kirchheim 1560-1840 da cui si distaccano:

i conti auf Kirchheim: col primogenito Bonaventura (1644-93) e poi signori di Schmidegg e Aufhausen;
i conti zu Nordendorf und Woerth: con Sebastian (1644-77), la cui linea diretta si estingue col figlio Eustach Maria (-1743); la cadetta che diviene sovrana con Carl (1732-84) si estingue nel 1848;
i conti zu Mickhausen, Duttenstein und Schmindegg: discendono dal figlio minore Paul (1644-01) e si estinguono nel 1804;
- - c) Woellenburg 1560 conti zu Wellenburg und Rettenbach, discendono da Hieronymus (1598-33), terzogenito di Jakob e si estinguono nel 1764; nel 1598 si distacca il ramo di Babenhausen, e a sua volta ripartito con Boos 1693-1777 da cui nel 1759 è ricreato il nuovo ramo di Babenhausen poi divenuto principesco (1803) ed estintosi nel 1821; i conti zu Babenhausen und Boos, discendenti dal secondogenito di Jakob I, Johann (Hans, 1598-33) si estinguono nella linea diretta nel 1758, a cui subentra la linea cadetta di Boos con Anselm Viktorian (1759-93) che nel 1777 eredita anche Biberbach; gli succede Anselm Maria (-1821), signore di Pless, Wald, Woellenburg, Markt e Kettershausen, elevato a principe dell'impero (1.8.1803) auf Babenhausen und Wellenburg. Dai figli Maximilian zu Boos e Babenhausen (1598-29) e Georg zu Wasserburg (1620-43) non vi è discendenza;
- 3.- Linea di Raymund: Raymund (1525-35), fratello di Anton, è anch'esso elevato a conte dell'impero nel 1526, ed è signore di Weissenhorn; da Georg 1535-79 vi discendono:
  - i conti zu Weissenhorn: poi di Kirchberg, Weissenhorn e Brandenburg, estinti nel 1690 ed ereditati da Kirchberg;
  - i conti di Gmuend 1579-1654.

Le linee di Kirchberg, Norndorf e Babenhausen fanno parte del Collegio dei conti svevi con diritto di voto nel Banco dei Conti e Signori di quel circolo.
I feudi dei Fugger sono costituiti da contee immediate dell'impero (Unmittelbarkeit: Babenhausen, 1539-1803, Brandeburg, Dietenheim, Mickhausen, Nordendorf), da signorie appartenenti a circoli imperiali (Herrschaft: Biberbach, Boos, Eppishausen, Gablingen, Gloett, acquistata nel 1693 dall'abbazia di Kempten, Hainhofen-Neusaess, Heimertingen, Kirchberg, Kirchheim, Leeder, Markt Wald detta Irmatshofen auf dem Wald, Mattsies, Nonnehorn e Nassenburg presso Lindau fino al 1763, Oberhausen, Obendorf, Pfaffenhofen, pless, Rettenbach, Schwabmuenchen, Wasserburg fino al 1763, Weissenhorn in condominio con l'Austria regolamentato nel 1770, Welden, Wellenberg, Woerth sul Danubio) tutte distribuite tra la Svevia e la Baviera, e infine dalle terre di Hofmark, cioè terre che possono essere costituite da un piccolo villaggio fino a vari borghi, governate dai conti Fugger che rendono tributo di vassallaggio alla Baviera (fino al 1848) in denaro e uomini e in cui i conti amministrano giustizia ed esercitano attività fiscali e servizi dai sudditi (Adelshofen, Schmiechen e Tuerkenfeld appartenente ai Fugger di Kirchberg senza sovranità territoriale), finché molte di queste terre sono riassorbite nel 1777 dall'elettore di Baviera.
- il villaggio di Adelshofen fino al 1777, poi tornato alla Baviera
- la contea di Babenhausen, dal 1803, principato sovrano fino 1806
- la signoria di Biberbach, appartenente ai Fugger Babenhausen (Fuggerisches Oberamt) fino al 1806
- la terra di Blumenthal, posta a 3 km a S di Aichach
- la comunità di Boos, appartenente ai Babenhausen fino al 1806
- la terra di Brandenburg (12 km a S di Ulma), concessa nel 1539 ad Anton Fugger con Babenhausen e Dietenheim, poi ripartita tra i Babenhausen e i Kirchberg
- la comunità di Dietenheim (a 14 km da Ulma)
- la comunità di Eppishausen (a 2 km da Kirchheim), appartenente ai Kirchheim che si posero spontaneamente nel 1806 sotto la sovranità bavarese
- la comunità di Gablingen (5 km N Augusta) contea dei Babenhausen
- la comunità di Gloett (5 km S Dillingen), appartenente ai Fugger Gloett che nel 1806 si misero spontaneamente sotto la sovranità del re di Baviera
- la comunità di Groenenbach (17 km NE Kempten), ex villaggio protestante acquistato nel 1693 dal principe abate di Kempten
- il villaggio di Hainhofen, ora assorbito dalla città di Neusaess
- la comunità di Heimertingen (4 km N Memmingen)
- la comunità di Kirchberg (5 km S Ulma)
- la signoria di Kirchheim (10 km N Mindelheim), centro di giustizia e residenza dei Fugger Kirchheim fino al 1806

Leeder (13 km S Landsberg am Lech)
- la signoria di Irmatshofen auf dem Wald con il mercato di Markt Wald (10 km Mindelheim) appartenente ai Babenhausen fino al 1806

Mattsies, posta tra Tussenhausen e Mindelheim
- la comunità di Mickhausen, centro amministrativo (Pflegamt) posta a 20 km SE di Augusta, e appartenente al ramo dei Mickhausen, che nel 1806 si posero spontaneamente sotto la Baviera
- la comunità di Nonnenhorn, presso Lindau sul lago di Costanza, che dal 1763 costituisce la signoria di Wasserburg (Fuggerische Herrschaft Wasserburg), quando nel 1805 con la Pace di Presburgo passa alla Baviera

il centro amministrativo di Nordendorf (Obervogtamt), appartenente ai Nordendorf fino al 1806 quando si posero sotto la Baviera
- la località di Obenhausen (5 km NE Illertissen)
- Oberndorf, comunità a SE di Donauwoerth
- Pfaffenhofen, comunità a 13 km SE Ulma
- Pless, comunità a N di Memmingen
- il mercato di Rettenbach posto a 13 km SO Mindelheim
- Schmiechen (10 km NE Landsberg) dal 1698 centro amministrativo (Amtssitz) dei Kirchberg, quando nel 1777 viene riassorbito come Hofmark dalla Baviera
- Schwabmuenchen, comunità a 16 km SO di Augusta
- Tuerkenfeld, comunità a NE di Ammersee nell'Alta Baviera; i Fugger Kirchberg hanno questa Hofmark fino al 1777, con la sola amministrazione della giustizia, senza terre; nel 1789 è acquistata dal barone von Loesch zu Hilgertshausen
- Weissenhorn, città (10 km SE Ulma) e centro amministrativo (Pflegamt) dei Fugger Kirchberg Weissenhorn in condominio con l'Austria fino al 1805
- la comunità di Welden (13 km NO Augusta)
- Wellenburg, terra a SO di Augusta
- Woerth, città ora assorbita da Donauwoerth

## Albero genealogico
|                                               |                                               |                                                                      |                                                                      |                                                                   |                                                                   |                                                   |                                                    |                                                     |                                                      |                                                          |                                                          |                                                    |                                                    |                                              |                                                       |                                                       |                                           |                                           |                                                                   |                                                                   |                                              |                                              |                                                     |                                                     |                                            |                                            |                                                   |                                                   |                                     |                                     |                                              |                                                 |                                                          |                                                          |                                                |                                                |                                    |                                    |                                                |                                                |                                                |                                                      |                                                      |                                                      |                                                    |                                                    |
|                                               |                                               |                                                                      |                                                                      |                                                                   |                                                                   |                                                   |                                                    |                                                     |                                                      |                                                          |                                                          |                                                    |                                                    |                                              |                                                       |                                                       |                                           |                                           |                                                                   |                                                                   |                                              |                                              |                                                     |                                                     |                                            |                                            |                                                   | FUGGER                                            |                                     |                                     |                                              |                                                 |                                                          |                                                          |                                                |                                                |                                    |                                    |                                                |                                                |                                                |                                                      |                                                      |                                                      |                                                    |                                                    |
|                                               |                                               |                                                                      |                                                                      |                                                                   |                                                                   |                                                   |                                                    |                                                     |                                                      |                                                          |                                                          |                                                    |                                                    |                                              |                                                       |                                                       |                                           |                                           |                                                                   |                                                                   |                                              |                                              |                                                     |                                                     |                                            |                                            |                                                   |                                                   |                                     |                                     |                                              |                                                 |                                                          |                                                          |                                                |                                                |                                    |                                    |                                                |                                                |                                                |                                                      |                                                      |                                                      |                                                    |                                                    |
|                                               |                                               |                                                                      |                                                                      |                                                                   |                                                                   |                                                   |                                                    |                                                     |                                                      |                                                          |                                                          |                                                    |                                                    |                                              |                                                       |                                                       |                                           |                                           |                                                                   |                                                                   |                                              |                                              |                                                     |                                                     |                                            |                                            |                                                   |                                                   |                                     |                                     |                                              |                                                 |                                                          |                                                          |                                                |                                                |                                    |                                    |                                                |                                                |                                                |                                                      |                                                      |                                                      |                                                    |                                                    |
|                                               |                                               |                                                                      |                                                                      |                                                                   |                                                                   |                                                   |                                                    |                                                     |                                                      |                                                          |                                                          |                                                    |                                                    |                                              |                                                       |                                                       |                                           |                                           |                                                                   |                                                                   |                                              |                                              |                                                     |                                                     |                                            |                                            |                                                   | Hans ca 1300 ⚭ Maria Meissner                     |                                     |                                     |                                              |                                                 |                                                          |                                                          |                                                |                                                |                                    |                                    |                                                |                                                |                                                |                                                      |                                                      |                                                      |                                                    |                                                    |
|                                               |                                               |                                                                      |                                                                      |                                                                   |                                                                   |                                                   |                                                    |                                                     |                                                      |                                                          |                                                          |                                                    |                                                    |                                              |                                                       |                                                       |                                           |                                           |                                                                   |                                                                   |                                              |                                              |                                                     |                                                     |                                            |                                            |                                                   |                                                   |                                     |                                     |                                              |                                                 |                                                          |                                                          |                                                |                                                |                                    |                                    |                                                |                                                |                                                |                                                      |                                                      |                                                      |                                                    |                                                    |
|                                               |                                               |                                                                      |                                                                      |                                                                   |                                                                   |                                                   |                                                    |                                                     |                                                      |                                                          |                                                          |                                                    |                                                    |                                              |                                                       |                                                       |                                           |                                           |                                                                   |                                                                   |                                              |                                              |                                                     |                                                     |                                            |                                            |                                                   |                                                   |                                     |                                     |                                              |                                                 |                                                          |                                                          |                                                |                                                |                                    |                                    |                                                |                                                |                                                |                                                      |                                                      |                                                      |                                                    |                                                    |
|                                               |                                               |                                                                      |                                                                      |                                                                   |                                                                   |                                                   |                                                    |                                                     |                                                      |                                                          |                                                          |                                                    |                                                    |                                              |                                                       |                                                       |                                           |                                           |                                                                   |                                                                   |                                              |                                              |                                                     |                                                     |                                            |                                            |                                                   | Hans ca 1340-1408 ⚭ Elisabeth Gfatternmann        |                                     |                                     |                                              |                                                 |                                                          |                                                          |                                                |                                                |                                    |                                    |                                                |                                                |                                                |                                                      |                                                      |                                                      |                                                    |                                                    |
|                                               |                                               |                                                                      |                                                                      |                                                                   |                                                                   |                                                   |                                                    |                                                     |                                                      |                                                          |                                                          |                                                    |                                                    |                                              |                                                       |                                                       |                                           |                                           |                                                                   |                                                                   |                                              |                                              |                                                     |                                                     |                                            |                                            |                                                   |                                                   |                                     |                                     |                                              |                                                 |                                                          |                                                          |                                                |                                                |                                    |                                    |                                                |                                                |                                                |                                                      |                                                      |                                                      |                                                    |                                                    |
|                                               |                                               |                                                                      |                                                                      |                                                                   |                                                                   |                                                   |                                                    |                                                     |                                                      |                                                          |                                                          |                                                    |                                                    |                                              |                                                       |                                                       |                                           |                                           |                                                                   |                                                                   |                                              |                                              |                                                     |                                                     |                                            |                                            |                                                   |                                                   |                                     |                                     |                                              |                                                 |                                                          |                                                          |                                                |                                                |                                    |                                    |                                                |                                                |                                                |                                                      |                                                      |                                                      |                                                    |                                                    |
|                                               |                                               |                                                                      |                                                                      |                                                                   |                                                                   |                                                   |                                                    |                                                     |                                                      |                                                          |                                                          |                                                    | Jacob 1398-1469 ⚭ Barbara Basinger                 | Jacob 1398-1469 ⚭ Barbara Basinger           |                                                       |                                                       |                                           |                                           |                                                                   |                                                                   |                                              |                                              |                                                     |                                                     |                                            |                                            |                                                   |                                                   |                                     |                                     |                                              |                                                 |                                                          |                                                          |                                                |                                                |                                    |                                    |                                                |                                                |                                                |                                                      |                                                      | Andreas 1406-1458 ⚭ Barbara Stammler                 | Andreas 1406-1458 ⚭ Barbara Stammler               |                                                    |
|                                               |                                               |                                                                      |                                                                      |                                                                   |                                                                   |                                                   |                                                    |                                                     |                                                      |                                                          |                                                          |                                                    |                                                    |                                              |                                                       |                                                       |                                           |                                           |                                                                   |                                                                   |                                              |                                              |                                                     |                                                     |                                            |                                            |                                                   |                                                   |                                     |                                     |                                              |                                                 |                                                          |                                                          |                                                |                                                |                                    |                                    |                                                |                                                |                                                |                                                      |                                                      |                                                      |                                                    |                                                    |
|                                               |                                               |                                                                      |                                                                      |                                                                   |                                                                   |                                                   |                                                    |                                                     |                                                      |                                                          |                                                          |                                                    |                                                    |                                              |                                                       |                                                       |                                           |                                           |                                                                   |                                                                   |                                              |                                              |                                                     |                                                     |                                            |                                            |                                                   |                                                   |                                     |                                     |                                              |                                                 |                                                          |                                                          |                                                |                                                |                                    |                                    |                                                |                                                |                                                |                                                      |                                                      |                                                      |                                                    |                                                    |
|                                               |                                               |                                                                      |                                                                      | Ulrich 1441-1510 ⚭ Veronika Lauginger                             | Ulrich 1441-1510 ⚭ Veronika Lauginger                             |                                                   |                                                    |                                                     |                                                      |                                                          |                                                          |                                                    |                                                    |                                              |                                                       |                                                       |                                           |                                           |                                                                   | Georg 1453-1506 ⚭ Regina Imhof                                    | Georg 1453-1506 ⚭ Regina Imhof               | Jackob 1459-1525                             | Jackob 1459-1525                                    |                                                     |                                            |                                            |                                                   |                                                   |                                     |                                     |                                              |                                                 |                                                          |                                                          |                                                |                                                |                                    |                                    |                                                |                                                |                                                |                                                      |                                                      | Matthaus ca 1442-ca 1492 ⚭ Helena Muelich            | Matthaus ca 1442-ca 1492 ⚭ Helena Muelich          |                                                    |
|                                               |                                               |                                                                      |                                                                      |                                                                   |                                                                   |                                                   |                                                    |                                                     |                                                      |                                                          |                                                          |                                                    |                                                    |                                              |                                                       |                                                       |                                           |                                           |                                                                   |                                                                   |                                              |                                              |                                                     |                                                     |                                            |                                            |                                                   |                                                   |                                     |                                     |                                              |                                                 |                                                          |                                                          |                                                |                                                |                                    |                                    |                                                |                                                |                                                |                                                      |                                                      |                                                      |                                                    |                                                    |
|                                               |                                               |                                                                      |                                                                      |                                                                   |                                                                   |                                                   |                                                    |                                                     |                                                      |                                                          |                                                          |                                                    |                                                    |                                              |                                                       |                                                       |                                           |                                           |                                                                   |                                                                   |                                              |                                              |                                                     |                                                     |                                            |                                            |                                                   |                                                   |                                     |                                     |                                              |                                                 |                                                          |                                                          |                                                |                                                |                                    |                                    |                                                |                                                |                                                |                                                      |                                                      |                                                      |                                                    |                                                    |
|                                               | Ursula 1485-1539 ⚭ Philipp vom Stain          | Ursula 1485-1539 ⚭ Philipp vom Stain                                 | Veronika 1488-1521 ⚭ Walther Ehinger von Balzheim                    | Veronika 1488-1521 ⚭ Walther Ehinger von Balzheim                 | Susanna 1497-1548 ⚭ Georg I von Stetten                           | Susanna 1497-1548 ⚭ Georg I von Stetten           | Anna 1481-1535 ⚭ György III Thurzó de Bethlenfalva | Anna 1481-1535 ⚭ György III Thurzó de Bethlenfalva  | Raymund 1489-1535 ⚭ Katharina Thurzó de Bethlenfalva | Raymund 1489-1535 ⚭ Katharina Thurzó de Bethlenfalva     |                                                          |                                                    |                                                    |                                              |                                                       |                                                       |                                           |                                           |                                                                   |                                                                   |                                              |                                              |                                                     |                                                     |                                            |                                            |                                                   |                                                   | Anton 1493-1560 ⚭ Anna Rehlinger    | Anton 1493-1560 ⚭ Anna Rehlinger    | Regina 1499-1554 ⚭ Hans Baumgartner          | Regina 1499-1554 ⚭ Hans Baumgartner             |                                                          |                                                          |                                                |                                                |                                    |                                    |                                                |                                                |                                                |                                                      |                                                      | Hieronymus 1475 ⚭ Walpurga Erhart                    | Hieronymus 1475 ⚭ Walpurga Erhart                  |                                                    |
|                                               |                                               |                                                                      |                                                                      |                                                                   |                                                                   |                                                   |                                                    |                                                     |                                                      |                                                          |                                                          |                                                    |                                                    |                                              |                                                       |                                                       |                                           |                                           |                                                                   |                                                                   |                                              |                                              |                                                     |                                                     |                                            |                                            |                                                   |                                                   |                                     |                                     |                                              |                                                 |                                                          |                                                          |                                                |                                                |                                    |                                    |                                                |                                                |                                                |                                                      |                                                      |                                                      |                                                    |                                                    |
|                                               |                                               |                                                                      |                                                                      |                                                                   |                                                                   |                                                   |                                                    |                                                     |                                                      |                                                          |                                                          |                                                    |                                                    |                                              |                                                       |                                                       |                                           |                                           |                                                                   |                                                                   |                                              |                                              |                                                     |                                                     |                                            |                                            |                                                   |                                                   |                                     |                                     |                                              |                                                 |                                                          |                                                          |                                                |                                                |                                    |                                    |                                                |                                                |                                                |                                                      |                                                      |                                                      |                                                    |                                                    |
|                                               |                                               |                                                                      |                                                                      | Johann Jackob 1516-1575 ⚭ Ursula von Harrach ⚭ Sidonia von Colaus | Johann Jackob 1516-1575 ⚭ Ursula von Harrach ⚭ Sidonia von Colaus |                                                   |                                                    |                                                     |                                                      |                                                          | Georg 1518-1569 ⚭ Ursula von Lichtenstein                | Georg 1518-1569 ⚭ Ursula von Lichtenstein          | Regina 1519-1550 ⚭ Johann Jakob von Mörsberg       | Regina 1519-1550 ⚭ Johann Jakob von Mörsberg | Veronika 1524-1558 ⚭ Daniel Felix zu Spaur und Flavon | Veronika 1524-1558 ⚭ Daniel Felix zu Spaur und Flavon | Katharina 1532-1585 ⚭ Jackob von Montfort | Katharina 1532-1585 ⚭ Jackob von Montfort | Susanna 1539-1588 ⚭ Balthasar Trautson                            | Susanna 1539-1588 ⚭ Balthasar Trautson                            | Jackob 1542-1598 ⚭ Anna Ilsung von Tratzberg | Jackob 1542-1598 ⚭ Anna Ilsung von Tratzberg |                                                     |                                                     |                                            |                                            |                                                   |                                                   |                                     |                                     |                                              | Marx (Marcus) 1529-1597 ⚭ Sibylla von Eberstein | Marx (Marcus) 1529-1597 ⚭ Sibylla von Eberstein          |                                                          |                                                |                                                |                                    |                                    |                                                |                                                |                                                | Hans 1531-1598 ⚭ Elisabeth Nothafft von Weissenstein | Hans 1531-1598 ⚭ Elisabeth Nothafft von Weissenstein | Veronika                                             | Veronika                                           |                                                    |
|                                               |                                               |                                                                      |                                                                      |                                                                   |                                                                   |                                                   |                                                    |                                                     |                                                      |                                                          |                                                          |                                                    |                                                    |                                              |                                                       |                                                       |                                           |                                           |                                                                   |                                                                   |                                              |                                              |                                                     |                                                     |                                            |                                            |                                                   |                                                   |                                     |                                     |                                              |                                                 |                                                          |                                                          |                                                |                                                |                                    |                                    |                                                |                                                |                                                |                                                      |                                                      |                                                      |                                                    |                                                    |
|                                               |                                               |                                                                      |                                                                      |                                                                   |                                                                   |                                                   |                                                    |                                                     |                                                      |                                                          |                                                          |                                                    |                                                    |                                              |                                                       |                                                       |                                           |                                           |                                                                   |                                                                   |                                              |                                              |                                                     |                                                     |                                            |                                            |                                                   |                                                   |                                     |                                     |                                              |                                                 |                                                          |                                                          |                                                |                                                |                                    |                                    |                                                |                                                |                                                |                                                      |                                                      |                                                      |                                                    |                                                    |
| Severin 1551-1601 ⚭ Katharina von Helfenstein | Severin 1551-1601 ⚭ Katharina von Helfenstein | Aemiliana 1564-1611 ⚭ Alexander von und zu Sprinzenstein und Neuhaus | Aemiliana 1564-1611 ⚭ Alexander von und zu Sprinzenstein und Neuhaus | Konstantin I 1569-1627 ⚭ Anna Maria Münch von Munchhausen         | Konstantin I 1569-1627 ⚭ Anna Maria Münch von Munchhausen         | Siguna Eleonore 1541-1576 ⚭ Sigismund von Lamberg | Siguna Eleonore 1541-1576 ⚭ Sigismund von Lamberg  | Justina Benigna 1548-1600 ⚭ Friedrich von Hollenegg | Justina Benigna 1548-1600 ⚭ Friedrich von Hollenegg  | Philipp Eduard 1546-1618 ⚭ Maria Magdalena von Königsegg | Philipp Eduard 1546-1618 ⚭ Maria Magdalena von Königsegg | Octavian Secundus 1549-1600 ⚭ Maria Jakobäa Fugger | Octavian Secundus 1549-1600 ⚭ Maria Jakobäa Fugger |                                              |                                                       |                                                       | Hieronymus 1584-1633 ⚭ Maria Fugger       | Hieronymus 1584-1633 ⚭ Maria Fugger       | Johann IV 1583-1633 ⚭ Maria Eleonore von Hohenzollern-Sigmaringen | Johann IV 1583-1633 ⚭ Maria Eleonore von Hohenzollern-Sigmaringen | Anna 1582-1633 ⚭ Georg Konrad von Toerring   | Anna 1582-1633 ⚭ Georg Konrad von Toerring   | Katharina 1575-1607 ⚭ Ladislaus Oswald von Toerring | Katharina 1575-1607 ⚭ Ladislaus Oswald von Toerring | Sibylla 1572-1616 ⚭ Johann VI von Montfort | Sibylla 1572-1616 ⚭ Johann VI von Montfort | Johanna 1558-1597 ⚭ Karl von Wolkenstein-Rodenegg | Johanna 1558-1597 ⚭ Karl von Wolkenstein-Rodenegg | Georg 1560-1634 ⚭ Elena di Madruzzo | Georg 1560-1634 ⚭ Elena di Madruzzo | Maria Magdalena 1566-1646 ⚭ Miklos II Pálffy | Maria Magdalena 1566-1646 ⚭ Miklos II Pálffy    | Anna Sibylla 1569-1634 ⚭ Wolfgang Jakob zu Schwarzenberg | Anna Sibylla 1569-1634 ⚭ Wolfgang Jakob zu Schwarzenberg | Elisabeth 1570-1596 ⚭ Wilhelm III zu Oettingen | Elisabeth 1570-1596 ⚭ Wilhelm III zu Oettingen | Anton 1563-1616 ⚭ Elisabeth Fugger | Anton 1563-1616 ⚭ Elisabeth Fugger | Anna Maria 1563-1592 ⚭ Konrad XI von Bemelberg | Anna Maria 1563-1592 ⚭ Konrad XI von Bemelberg | Christoph 1562-1588 ⚭ Octavian Secundus Fugger | Christoph 1562-1588 ⚭ Octavian Secundus Fugger       | Marx (Marcus) 1564-1614 ⚭ Maria Salome von Königsegg | Marx (Marcus) 1564-1614 ⚭ Maria Salome von Königsegg | Maria Jakobäa 1562-1588 ⚭ Octavian Secundus Fugger | Maria Jakobäa 1562-1588 ⚭ Octavian Secundus Fugger |